# Bijbelgordel

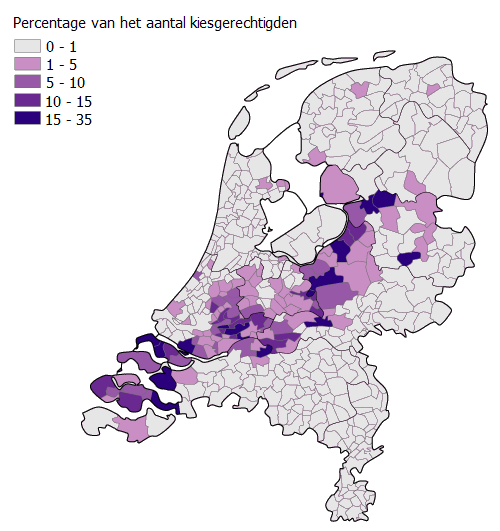
SGP-stemmers per gemeente bij de Tweede Kamerverkiezingen van 2006

De Bijbelgordel ook wel Biblebelt of refoband, is een aanduiding voor een brede strook die door Nederland loopt van Zeeland naar Overijssel. In deze zone wonen relatief veel bevindelijk gereformeerden. Binnen de Bijbelgordel vormen bevindelijk gereformeerden in geen enkele gemeente de meerderheid, maar wel in sommige dorpen als Elspeet (gemeente Nunspeet) en Uddel (gemeente Apeldoorn).
Ook in de Verenigde Staten is een Bijbelgordel, daar Bible Belt genoemd. Ook in Noorwegen is er iets soortgelijks, bibelbeltet genaamd.

## Naamgeving
De benaming Bijbelgordel is ontleend aan het Engelse Bible Belt, waarmee een groot gebied in het zuidoosten van de Verenigde Staten wordt aangeduid waar de meerderheid van de bevolking orthodox protestants is. De term is in Nederland relatief recent. In 1992 was Bijbelgordel nog geen gangbaar woord. In een uitzending van het tv-programma Van Gewest tot Gewest spreekt professor Anne van der Meiden over een lijn die aan te wijzen is, die later de bijbelgordel wordt genoemd. Het lijkt daarmee Van der Meiden geweest te zijn die de gordel heeft gedefinieerd.

## Ligging
De beste indicatie voor de ligging van de Bijbelgordel vormt de aanhang van de SGP zoals die blijkt uit uitslagen van verkiezingen. Ook de ChristenUnie heeft binnen de Bijbelgordel meer aanhang dan in andere streken van Nederland.
De Bijbelgordel loopt globaal van de Zeeuwse eilanden en het Zuid-Hollandse Goeree-Overflakkee via het rivierengebied van de provincies Zuid-Holland, Noord-Brabant, Utrecht, en Gelderland, door de Gelderse Vallei en de Veluwe naar Overijssel. Plaatsen met een groot aandeel van bevindelijk gereformeerden in de bevolking, zijn Staphorst, Genemuiden, Grafhorst, Doornspijk, Elspeet, Uddel, Barneveld, Woudenberg, Scherpenzeel (Gelderland), Ederveen, Ede, Renswoude, Veenendaal, Opheusden, Geldermalsen, Waardenburg, Groot-Ammers, Nieuw-Lekkerland, Hardinxveld-Giessendam, Alblasserdam, Ridderkerk, Werkendam, Wijk en Aalburg, Sprang-Capelle, Ouddorp, Middelharnis, Sint-Philipsland, Scherpenisse, Stavenisse, Kruiningen, Krabbendijke, Yerseke, 's-Gravenpolder, Borssele, Tholen, Arnemuiden, Meliskerke en Aagtekerke. Enkele plaatsen die buiten de Bijbelgordel liggen, maar waar wel relatief veel bevindelijk gereformeerden wonen, zijn Rijssen, Driezum, Wouterswoude, Urk en Katwijk aan Zee.
Het aantal bevindelijk gereformeerden kan aanzienlijk verschillen tussen plaatsen die geografisch dicht bij elkaar zijn gelegen. Zo is het Betuwse dorp Opheusden duidelijk een van de kernplaatsen in de Bijbelgordel, maar is dit met het direct ten zuiden daarvan gelegen Dodewaard veel minder het geval. Stemde bij de Tweede Kamerverkiezingen van 2010 bij het stembureau in het gemeentehuis in het centrum van Rhenen zo'n 6% van de kiezers op de SGP, in het nabijgelegen dorp Achterberg stemde zo'n 46% van de kiezers op die partij.

## Ontstaan
De huidige Bijbelgordel is pas in de negentiende eeuw ontstaan. In verschillende fasen werd een bevindelijk gereformeerde subcultuur opgebouwd. De kritiek van groepen binnen de Nederlandse Hervormde Kerk leidde tot het ontstaan van eigen kerkgenootschappen of – na de invoering van het kiesrecht voor alle mannelijke belijdende leden in 1867 – tot gemeenten met een bevindelijke signatuur binnen de hervormde kerk. Na de afschaffing van het meerderheidsstelsel werd men ook politiek actief in de SGP. Vanaf ca. 1970 begon de vorming van een bevindelijk gereformeerde minizuil: de refozuil. Tegelijkertijd verdween de protestantse dominantie in het westen en noorden van Nederland als gevolg van de secularisering en kerkverlating. Hierdoor werd het bestaan van een Bijbelgordel goed zichtbaar.
De opvatting dat het ontstaan van deze gordel te verklaren is uit de Nadere Reformatie is geografisch gezien onjuist, aangezien leden van deze stroming vooral in de steden in het westen van Nederland te vinden waren. Een uitzondering moet mogelijk gemaakt worden voor Zeeland waar de Nadere Reformatie ook veel aanhang had. Deze provincie veranderde echter in de negentiende eeuw van een stedelijke in een plattelandsprovincie. Wel hebben de geschriften uit deze beweging nog steeds veel gezag voor de huidige bevindelijk gereformeerden. Ook de opvatting, dat het ontstaan van de Bijbelgordel kan worden verklaard door de ligging op de grens van protestants en katholiek Nederland, lijkt niet juist. Die grens bestaat namelijk al sinds 1651 en de Bijbelgordel begon pas in de negentiende eeuw vorm te krijgen.

## Levensstijl
De kerk speelt een centrale rol in de gemeenschappen binnen de Bijbelgordel. De Statenvertaling uit 1637 wordt nog veel gebruikt, evenals de Psalmberijming van 1773. Veel mensen zijn principieel tegen liberale visies die elders in de Nederlandse samenleving redelijk algemeen geaccepteerd zijn zoals over euthanasie, rechten van homoseksuele mensen en abortus. De gezinnen zijn ook groter dan elders. Daarnaast maken de reformatorische gemeenschappen gebruik van eigen scholen, zorginstellingen, vakantiegroepen, etc.
De levensstijl van de mensen in de Bijbelgordel verschilt dus van de mensen in de meer seculiere delen van Nederland. Zo zijn er in de gemeenten in de Bijbelgordel de kleinste aantallen alleenstaande moeders. De gemeenten in deze streek kenden in 2009 bovendien een hoger aandeel geboorten bij gehuwde moeders, ongeveer 90%, ten opzichte van het landelijk gemiddelde van 60%. Ook blijken er in de gemeenten in de Bijbelgordel minder mensen akkoord te gaan met orgaandonatie dan elders in Nederland.

## Vaccinatie
Een van de kenmerken van de Bijbelgordel is – naast het stemgedrag bij verkiezingen – een lage vaccinatiegraad (minder dan 90% gevaccineerden) omdat een deel van de bevindelijk gereformeerden gelooft dat vaccinatie een uiting is van geen vertrouwen hebben in God als behoeder voor ziekte en ander onheil. Dat heeft tot gevolg dat er geregeld in de Bijbelgordel een epidemie optreedt van een ziekte waartegen inenting wel mogelijk is. Zo was er in 1999/2000 en in juni 2013 een uitbraak van mazelen. Sommige gezinnen lieten zich tijdens de uitbraak van 2013 stiekem thuis inenten, waaraan de GGD meewerkte. In juli van datzelfde jaar was er een uitbraak van rodehond. In 2008 heerste een bofepidemie en in 1993 een epidemie van polio, een zo gevaarlijke ziekte dat alle inwoners van de Bijbelgordel werden opgeroepen om zich opnieuw te laten vaccineren. Door de hoge vaccinatiegraad onder de andere inwoners worden ook de niet ingeënte mensen in de Bijbelgordel niet snel door deze ziekten besmet.
De kinderziekten die in de Bijbelgordel voorkomen, met name mazelen, zijn niet meer endemisch, zoals in de periode voordat de Nederlandse kinderen werden ingeënt, maar treden op in de vorm van periodieke epidemieën. Dit wordt veroorzaakt doordat de bevolking die zich niet laat inenten te klein is om een continue aanwezigheid van het virus in stand te houden. Op het moment dat het virus binnen deze groep verschijnt, worden alle vatbare personen in zeer korte tijd besmet, waarna de epidemie weer uitdooft. In geval van mazelen ontstaan dergelijke uitbarstingen vooral in de eigen scholen. In de endemische situatie krijgen kinderen de ziekte op ongeveer 10-jarige leeftijd. Op die leeftijd zijn mensen goed bestand tegen de ziekte. Bij de periodieke uitbraken worden echter ook jongvolwassenen besmet die de ziekte niet gehad hebben, met als gevolg dat er meer gevallen met ernstige complicaties zijn en meer ziekenhuisopnames.